# NGC 3596
NGC 3596是一个位于狮子座的中間螺旋星系，恒星西次相的下方，1784年由威廉·赫歇爾发现。